# Bumba (periodiskt vattendrag i Burundi, Cankuzo)
Bumba är ett periodiskt vattendrag i Burundi.   Det ligger i provinsen Cankuzo, i den östra delen av landet, 140 kilometer öster om huvudstaden Bujumbura.
I omgivningarna runt Bumba växer huvudsakligen savannskog. Runt Bumba är det ganska tätbefolkat, med 90 invånare per kvadratkilometer.